# Kerpener Naturschutzgebiete
Die Kerpener Naturschutzgebiete Dickbusch, Lörsfelder Busch, Steinheide (448 ha) und Blatzheimer Bürge (85 ha) sowie Kerpener Bruch und Parrig (329 ha) liegen im nördlichen und nordöstlichen Halbbogen um die Stadt Kerpen bei Köln. Sie sind Teil des Naturparks Rheinland.

## Wald- und Heideinseln

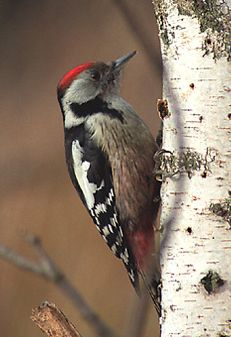
Mittelspecht (Dendrocopos medius)

Die in sich geschlossenen Busch- und Heidegebiete von der Autobahnabfahrt Buir an bis ans Schloss Lörsfeld sind Reste (Inselbiotope) des alten im Nordwesten gelegenen Bürgewaldes um Hambach bei Niederzier, der dort dem Abbau der Braunkohle zum Opfer gefallen ist oder noch fällt. Der Bürgewald war seit dem Mittelalter Kaiserlicher Jagd-Bannwald, der aber von den angrenzenden 49 Orten gemeinsam genutzt werden durfte. Die Geschichte dieses Waldes ist im Artikel Arnold von Arnoldsweiler abgehandelt.
Der Laubbaumbestand dieses Feuchtwaldes setzt sich vor allem aus Eichen und Hainbuchen mit Winter-Linden zusammen. In den Mulden mit durch die Lößauflage bedingter Staunässe wachsen Maiglöckchen. Die Vegetation leidet heute an den Grundwasserabsenkungen, die der Tieftagebau der Braunkohle erfordert.
Das 71 ha große Fauna-Flora-Habitat der Steinheide, das ehemals von der Bundeswehr genutzt wurde, wurde zusammen mit weiteren Gebieten am 17. März 2015 in einer Feierstunde von der Bundesanstalt für Immobilienaufgaben an die Nordrhein-Westfalen-Stiftung Naturschutz, Heimat- und Kulturpflege übertragen. An die Steinheide schließt eine aufgelassene Kiesgrube an, an deren Steilhängen Mauersegler nisten. Sie wird heute teilweise noch von der Familie von Michael Schumacher als Cartbahn genutzt.

## Auenwälder

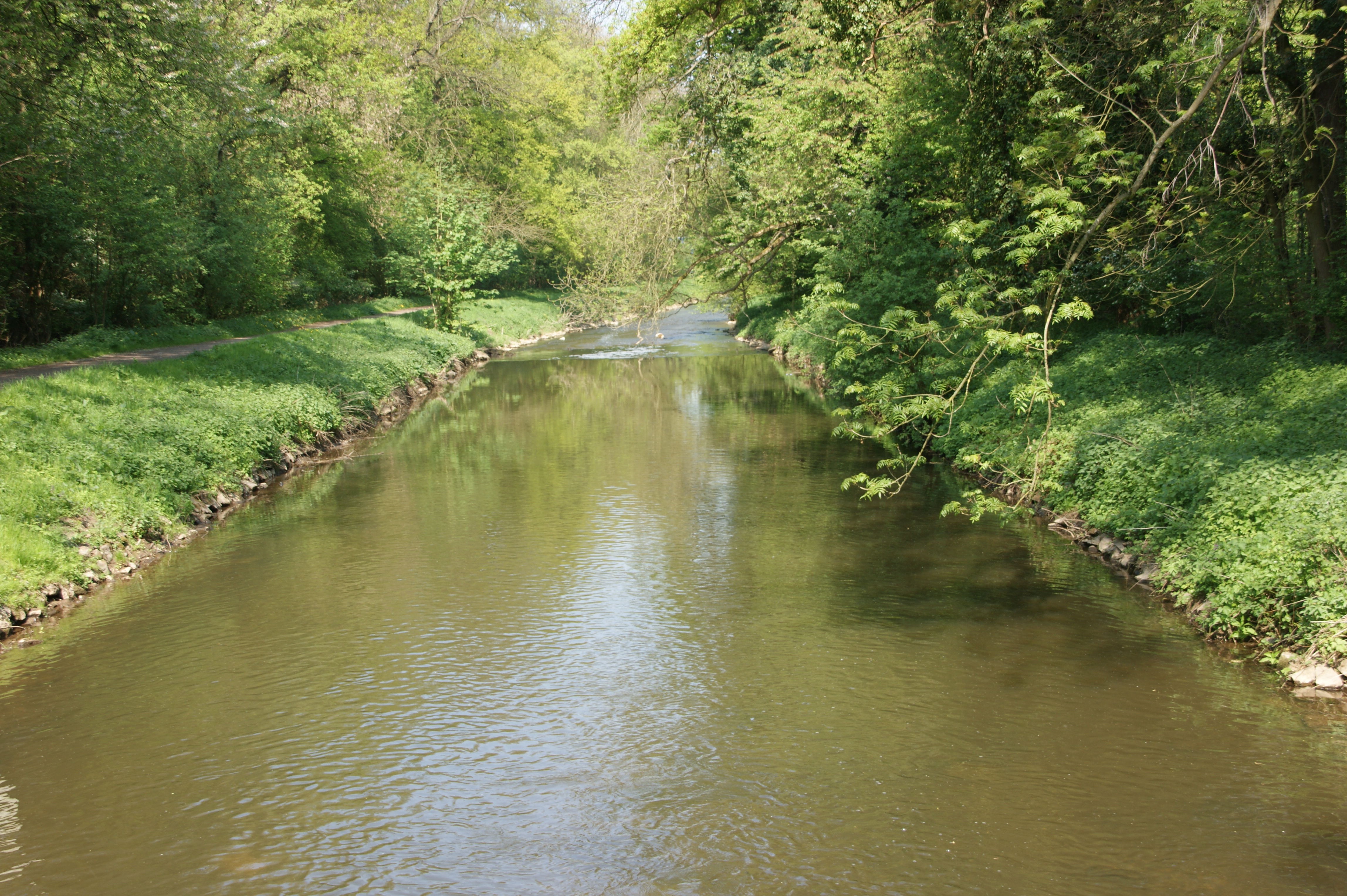
Erft im Kerpener Naturschutzgebiet

Die Bruchgebiete Parrig und Kerpener Bruch sind Restbestände der früher weit verbreiteten Hartholzauen aus Eichen, Ulmen und Erlen in der Flussniederung der Erft. Diese Areale sind die ältesten Naturschutzgebiete im Bereich des nördlichen Ville-Braunkohlereviers. Nach 1996 wurden dann noch kleinere Restflächen an der Erft oder besser zwischen der Großen und der Kleinen Erft unter Naturschutz gestellt, wie der Stadtwald Horrem und Areale um Burg Hemmersbach sowie die alte Erftschlinge an der Kläranlage bei Sindorf, die langfristig einer renaturierten Erft zurückgegeben werden soll.
An besonders schützenswerter Fauna sind verschiedene Unkenarten, Spechte (Mittelspecht) und Wespenbussard zu nennen. Auch Rotmilan, Graureiher und die seltenen Silberreiher wurden gesichtet.

### Feuchtgebiet Kerpener Bruch
Im Herbst 2010 konnte durch die Forstverwaltung mit Mitteln aus der sogenannten Ersatzabgabe für Baumaßnahmen mit Eingriffen in die Natur ein etwa 40 × 75 Meter großes Flachwasserbiotop im Kerpener Bruch nahe der Autobahn 61 eingerichtet werden. Dazu wurde ein neuer Wasserzulauf von der Erft her angelegt. Das Areal ist nicht zugänglich.

### Grünbrücken
RWE Power baute 2014/15 südlich von Schloss Lörsfeld als Ausgleichsmaßnahme für die Landschaftszerstörungen im Tagebau Hambach eine Grünbrücke über die Autobahn 61. Die Brücke verbindet die Naturschutzgebiete mit dem jenseits der A 61 liegenden Parrig und ermöglicht Wildwechsel. Die Brücke darf nicht betreten werden, die Überquerung der Autobahn ist weiterhin mit dem Wirtschaftsweg zum Parrig möglich. Eine weitere Grünbrücke überquert die neue Trasse der Autobahn 4 beim Weiler Geilrath, die die Steinheide mit dem Dickbusch verbindet.

## Allgemeines
Die Gebiete wurden der EU im Rahmen der Fauna-Flora-Habitat-Richtlinie von 1992 gemeldet. Die Schutzgebiete werden unter Natura 2000 erfasst.
Die Gebiete sind durch randliche Parkplätze und Wanderwege erschlossen. Naturparkverwaltung, Naturschutzverbände und örtliche Anbieter veranstalten auch geführte Wanderungen.

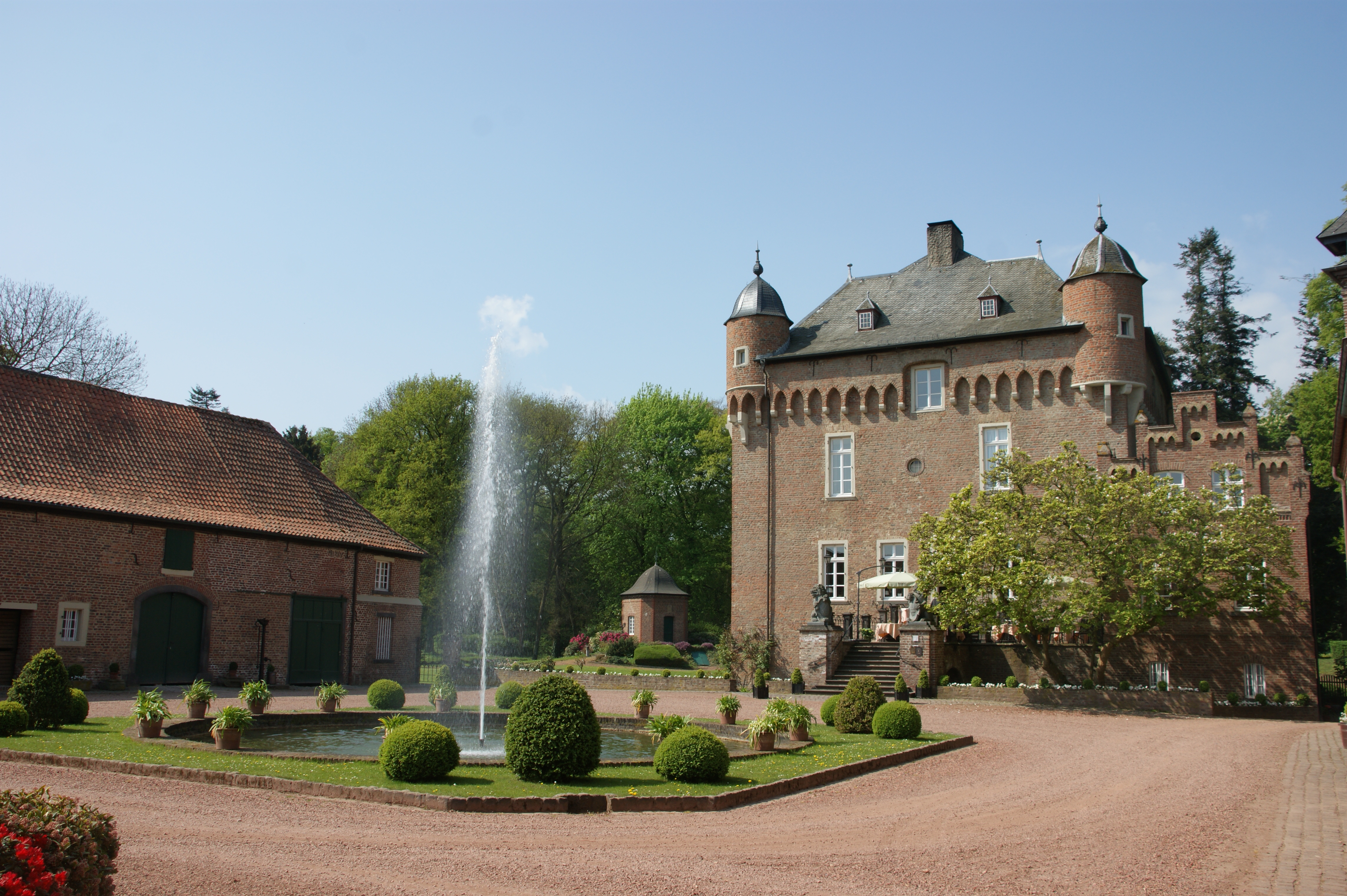
Schloss Loersfeld

Zu erwähnen ist auch noch der zwischen Lörsfelder Busch und Parrig um Schloss Lörsfeld gelegene Landschaftspark, der Besuchern des Schlossrestaurants offensteht und auch bei besonderen Veranstaltungen der Öffentlichkeit zugänglich ist.
Der Kerpener Bruch steht im Biotopverbund mit dem Boisdorfer See und dem Fürstenberg-Maar, zwei Tagebaurestseen, und ist darüber hinaus mit dem rekultivierten Naherholungsgebiet Marienfeld verbunden.

## Belege
1. ↑  Pressemeldung der BI vom 17. März 2015
2. ↑   Ein Paradies für Vögel und Kröten (online), Wochenende Rhein-Erft-Kreis vom 11. Mai 2011
3. ↑  Kölner Stadt-Anzeiger vom 11. März 2014 (Zugriff November 2014)